# Alain Krakovitch
Alain Krakovitch, né le 16 mai 1969 à Boulogne-Billancourt, est un dirigeant d'entreprise français et directeur général de Voyages SNCF depuis 2020.

## Biographie

### Formation
Diplômé de l'École centrale de Lyon en 1991, Alain Krakovitch poursuit ses études à l'ESSEC Business School par un mastère spécialisé en management et ingénierie logistique qu'il obtient en 1992.
Il commence sa carrière[Quand ?], à Londres, en tant qu'adjoint au directeur de French Railways Limited, une filiale de la SNCF.
En 2008, il est diplômé de la Harvard Business School[réf. nécessaire].

### Parcours à la SNCF
Après plusieurs postes de gestion d'équipes opérationnelles en Île-de-France, notamment à Paris-Tolbiac, Paris-Austerlitz, sur la ligne A du RER et à Gare du Nord, il est nommé directeur général sécurité et qualité de service ferroviaire.
De 2002 à 2005, il est chargé de la coordination du plan de restructuration du fret.
En 2007, il devient directeur de cabinet de la présidente de la SNCF, Anne-Marie Idrac, et, en 2008, directeur des lignes D et R du RER et directeur de la région de Paris Sud Est.
En 2012, Alain Krakovitch est nommé membre du comité exécutif de la SNCF.
Il est nommé à la direction de Transilien en octobre 2014 où il lance des plans anti-fraude,.
En janvier 2020, il est nommé à la tête de Voyages SNCF.

### Direction générale de Voyages SNCF
En janvier 2020, il est nommé à la tête de Voyages SNCF, dans le cadre d'une réorganisation des équipes dirigeantes de la SNCF, après le changement de statut de celle-ci et la nomination à sa tête de Jean-Pierre Farandou.

## Décorations
- Chevalier de l'ordre national du Mérite (14 novembre 2013)[7]
- Chevalier de la Légion d'honneur (14 juillet 2019)[8]